# 霞丘陵
霞丘陵（かすみきゅうりょう）とは、東京都青梅市根ヶ布から埼玉県入間市上小谷田まで続く丘陵のうち、青梅市塩船付近を指す名称。霞丘陵部分を含めて一連の丘陵を加治丘陵と総称することもある。

## 概要
- 東青梅から塩船観音寺、岩蔵温泉まで広がる。
- 西に永山丘陵と青梅丘陵、東に加治丘陵が隣接する。かつては東京炭鉱が存在した。